# Політичне прогнозування
Політичне прогнозування — наукове дослідження (передбачення) перспектив конкретного політичного суб'єкта, політичної ситуації та політичного процесу загалом.
Метою політичного прогнозування є накреслення картини ймовірного майбутнього: визначення можливих станів політичних подій, явищ і процесів, своєчасне передбачення бажаних і небажаних подій. Хоча прогнозування не тільки наука, а й мистецтво, застосовувані для прогнозу методи спираються на наукові закони, використовуючи прогностичну функцію наукових теорій.

## Історія
Люди вже давно цікавляться пророкуванням результатів виборів. Цитати про ставки на папське престолонаслідування з'являються ще в 1503 році, коли подібне парі вже вважалося “старою практикою"."Політичні ставки також мають довгу історію у Великій Британії. Наприклад, Чарльз Джеймс Фокс, державний діяч вігів кінця XVIII століття, був відомий як завзятий гравець. Його біограф Джордж Отто Тревелян зазначав , що " протягом десяти років, починаючи з 1771 року, Чарльз Фокс часто, в основному і розумно робив ставки на соціальні та політичні події того часу.”
До появи наукових опитувань у 1936 році коефіцієнти ставок у Сполучених Штатах сильно корелювали з результатами голосування.[3] з 1936 року опитування громадської думки стали основною частиною політичного прогнозування. Зовсім недавно були сформовані ринки передбачень, починаючи з 1988 року з електронних ринків Айови.
З появою статистичних методів обробка виборчих даних стає все більш простою. Тому не дивно, що прогнозування виборів стало великим бізнесом для виборчих компаній, новинних організацій та ринків ставок, а також для академічних студентів-політиків.
Академічні вчені побудували моделі вибіркової поведінки для прогнозування результатів виборів. Ці прогнози базуються на теоріях та емпіричних даних про те, що важливо для виборців, коли вони роблять свій вибір. Прогнозні моделі зазвичай спираються на кілька предикторів у сильно агрегованій формі, з акцентом на явища, які змінюються в короткостроковій перспективі, такі як стан економіки, з тим щоб забезпечити максимальний важіль для прогнозування результату конкретних виборів.
Рання успішна модель, яка все ще використовується, - це "ключі від Білого дому" Аллана Ліхтмана. Прогнозування виборів у Сполучених Штатах вперше було доведено до відома широкої громадськості Нейтом Сільвером та його вебсайтом FiveThirtyEight у 2008 році. В даний час існує безліч конкуруючих моделей, які намагаються передбачити результат виборів у Сполучених Штатах, Сполученому Королівстві та інших країнах.

## Процес прогнозування
Процес прогнозування-це багатоступенева процедура, що ділиться на:
·      етап визначення прогностичної задачі (визначення явища, мети та періоду прогнозу)
·      етап збору даних та їх аналіз (пошук факторів, що впливають на прогноз)
·      етап вибору методу і побудови прогностичної моделі
·      етап постановки прогнозу
·      етап оцінки якості прогнозу

## Типи політичного прогнозування
1. Внутрішньополітичне прогнозування охоплює всю сферу внутрішньої політики і пов'язане, з одного боку, з оцінками конкретних політичних подій (цю роботу виконують державні та політичні органи), з іншого – з оцінками політичних процесів у діяльності самих політичних інститутів суспільства.
2. Зовнішньополітичне прогнозування стосується галузі міжнародних відносин і зовнішньої політики, оцінок політичної обстановки в світі, тенденцій і факторів її розвитку.
Методологічною базою політичного прогнозування є принципи наукового передбачення: це результат дослідження закономірностей розвитку політичного життя, аналізу політичних подій минулого і сьогодення.
Політичне прогнозування-це частина практичної політики. Воно повинно враховувати зворотний вплив прогнозу на свідомість людей і їх діяльність, що може призводити до їх політичної активності або, навпаки, до пасивності і апатії.

## Типологія політичного прогнозування
1. Пошуковий прогноз покликаний описувати можливий стан того чи іншого політичного явища, процесу, події в майбутньому, виходячи з діючих тенденцій з урахуванням керуючих впливів.
Такий прогноз відповідає на питання, що найімовірніше відбудуться за умови збереження існуючих тенденцій.
2. Нормативний прогноз пов'язаний з постановкою цілей, описує бажаний стан, шляхи і засоби його досягнення.
Такий прогноз відповідає на питання, якими шляхами досягти бажаного.
3. Короткостроковий прогноз розрахований на період до 1 року. Як правило,  відноситься до перспективної оцінки окремих, приватних подій, таких, як результат виборів, розвиток тієї чи іншої політичної кризи.
4. Середньострокові, на період 5-7 років, пов'язані з розвитком систем макрорівня (держави, системи міжнародних відносин).
5. Довгострокові прогнози охоплюють період до 20 років, зачіпаючи найчастіше найзагальніші проблеми глобального політичного розвитку.
6. Наддовгостроковий (Далекосхідний) виходить за межі довгострокових і розрахований на далеку перспективу.
Довгострокові прогнози набули популярності лише в останні десятиліття, вони розробляються науковими центрами, установами ООН, що займаються проблемами світового розвитку, питаннями зміцнення миру і безпеки між народами.
У практику політичного прогнозування все більше впроваджується оперативний прогноз, що охоплює зазвичай найближчі 1-3 місяці. Протягом цього періоду, як правило, не очікується суттєвих змін об'єкта дослідження.

## Принципи
Практика прогнозування та її теоретичне осмислення показали, що при здійсненні цієї діяльності необхідно керуватися певними принципами. Найважливішими з них є принципи альтернативності і верифікації, системності, безперервності.
Принцип альтернативності в даному випадку означає, що при розробці прогнозу повинні бути передбачені, обґрунтовані всі ймовірні напрямки розвитку об'єкта, різні варіанти перетворення наявної можливості в дійсність.
Принцип верифікації (перевіряємості) означає, що прогноз повинен містити в собі можливість його підтвердження або спростування. Прогноз, який не може бути ні підтверджений, ні спростований, марний. Верифікація-це емпірична перевірка теоретичних положень шляхом зіставлення їх з спостережуваними об'єктами.
Принцип системності прогнозування означає, що, з одного боку, політика розглядається як єдиний об'єкт, а з іншого - як сукупність відносно самостійних напрямків (блоків) прогнозування.
Принцип безперервності прогнозування. Основна вимога принципу випливає з самої назви. У завдання суб'єкта, що розробляє прогноз, входить безперервне коригування прогнозних розробок у міру надходження нової інформації. Наприклад, будь-який довгостроковий прогноз в первісному варіанті неминуче носить великомасштабний характер. З плином часу та чи інша тенденція проявляється більш виразно і виявляє себе з багатьох сторін. У зв'язку з цим інформація, що надходить до прогнозиста і містить нові дані, дозволяє з більшою точністю передбачити настання політичної події: необхідність скликання з'їзду політичної партії, проведення різних . політичних акцій, мітингів, страйків і т. д.

## Методи
В даний час політичне прогнозування має цілу низку методів. Серед них-екстраполяція, моделювання, експертиза, колективна генерація ідей, побудова сценаріїв, прогнозні графи, а також інші групи методів. Кожна група містить кілька способів розробки прогнозів.
Деякі політологи поділяють методи політичного прогнозування на об'єктивні і спекулятивні. Об'єктивні-це такі методи, які ґрунтуються на існуючих, встановлених досвідом тенденціях. В даному випадку і рішення приймається на цій же основі. До таких методів відносяться екстраполяція, моделювання, експертиза і деякі інші. Спекулятивні-це такі методи, які ґрунтуються на інтуїтивних міркуваннях, на осмисленні основ науки і культури. До подібних методів відносяться колективна генерація ідей (»мозкова атака"), Написання сценаріїв, прогнозні графи і багато інших.
Розглянемо коротко деякі групи методів того й іншого типу.
Одним з найважливіших способів сучасного соціально-економічного і політичного прогнозування є екстраполяція. Її сутність полягає в тому, що достовірні висновки по одній частині будь-якого явища поширюються на іншу частину, на явище в цілому, на майбутнє даного явища. Екстраполяція-це провідний метод прогнозування майбутнього на основі існуючих, діючих в сьогоденні тенденцій.
Моделювання - це метод дослідження об'єктів пізнання, тобто явищ, процесів, систем, на їх моделях. Можливість моделювання, тобто перенесення результатів, отриманих в ході побудови і дослідження моделі, на оригінал, заснована на тому, що модель в певному сенсі відображає, відтворює, моделює будь-які його сторони. Прогнозування методом моделювання базується на тому, що модель має теоретичну основу. За відсутності теорії, яка послужила б основою для розробки припущення про майбутні відносини, однієї інформації про сьогодення для цього недостатньо.
З числа спекулятивних методів розглянемо брейнстормінг, тобто метод раптових ідей (по вітчизняній термінології»мозкова атака"). Перший ступінь брейнстормінга-це генерація великої кількості ідеєю в невеликий період часу і в невеликій групі (5-12 чоловік). На даному щаблі не робиться оцінки або коментарів щодо здійсненності цих ідей, що могло б привести до передчасного заперечення. Після того, як ця творча стадія завершена, ідеї об'єднуються і оцінюються, створюються додаткові можливості до варіантів ймовірних подій, потім найбільш важливі прогностичні ідеї виділяються.
Конкретні методики, за якими ведеться політичне прогнозування, утворюються шляхом поєднання ряду методів.
Метод колективної експертної оцінки. Його сутність полягає у визначенні узгодженості думок експертів з перспективних напрямків розвитку внутрішньої або зовнішньої політики або окремих їх сфер, сформульованих раніше окремими фахівцями, а також в оцінці аспектів розвитку політичних відносин, яка не може бути визначена іншими методами (наприклад, експериментом).

Метод "Дельфи". Він характеризується трьома особливостями, які відрізняють його від звичайних методів групової взаємодії експертів. До таких особливостей відносяться:
а) анонімність експертів;
б) використання результатів попереднього туру опитувань;
в) статистична характеристика групової відповіді.
Побудова сценаріїв. За словами відомого австрійського фахівця з прогнозування Е. Янча, Написання сценаріїв означає метод, який намагається встановити логічну послідовність подій, щоб показати, як, виходячи з існуючої (або будь-якої іншої заданої) ситуації може крок за кроком розвиватися майбутній стан. У сценарії, словесному описі прогнозованої ситуації, особлива увага повинна бути звернена на прив'язування подій до тимчасової сітки, на зв'язку між подіями, на критичні точки, де малі впливу можуть мати непропорційно сильний ефект.